# Железнодорожный (Зерноградский район)
Железнодорожный — упразднённый хутор в Зерноградском районе Ростовской области. Входил в состав Мечетинского сельсовета. В 2004 году включена в состав станицы Мечётинская и исключен из учётных данных.

## География
Располагалась у железнодорожной станции Мечётинская Северо-Кавказской железной дороги, с северо-востока примыкая к станице.

## История
Станция основана в 1915 году. По данным на 1926 год станция состояла из 53 хозяйств. В административном отношении входила в состав Мечетинского сельсовета Мечётинского района Донского округа Северо-Кавказского края.

## Население
| 1989 | 2002  |
| ---- | ----- |
| 1351 | ↘1309 |

По данным переписи 1926 года на стации проживало 184 человека (86 мужчин и 98 женщин), из которых великороссы составляли 60 % населения, украинцы — 30 %.